# Axel Hambræus
Axel Edvard Hambræus, född 1 januari 1890 i Nora, Örebro län, död 22 februari 1983 i Orsa, Kopparbergs län, var en svensk präst, författare och kompositör.

## Biografi
Axel Hambræus tillhörde släkten Hambræus från Hammarby, Helga Trefaldighet (Uppsala), och var son till organisten Axel Edvard Hambræus. Hambræus var kyrkoherde i Orsa församling 1942–1957 och kontraktsprost i Rättvik 1950–1957.
Som författare skrev Hambræus såväl barn- som vuxenlitteratur. Hans motiv var ofta förlagda till hans barndomstrakter i Västmanlands bergslag eller till Dalarna. I hans galleri av romanfigurer finns ofta prästen och klockaren eller musikern. Finnmarkssprästen Hans Vasenius är en gestalt som finns i en serie romaner av Hambraeus, vilka har självbiografisk prägel. Han hade en förkärlek för finnmarken, både i sin gärning och i sina berättelser.
Hambræus utgav 1953 romanen Prästen i Uddarbo som byggde på flottaren Oscar Leonard Sjödins (1878–1947) kamp för att bli präst och sist komminister i Malungsfors i Dalarna, där han bland annat kom att driva igenom ett kyrkbygge. Romanen filmatiserades 1957. Andra romaner är "Med färglåda och slungsten" samt "Per-Magnus bygger". I den senare har hans egen son Olof Hambraeus fått vara förebild. Romanen handlar om "Per-Magnus" som bygger upp en lägergård i Hornberga by, det som skulle bli Hamregårdens pojkby. 1970 utkom "Vandringspräst".
Hambræus komponerade även musik med klang av folkmusik, däribland Grunubergslåten.

## Musiktryck
- O, huru stilla. Elkan & Schildknecht, 1924. Libris 3242208
- Melodier från Skattungbyn. Arrangerade för stråkkvartett. Svala & Söderlund, 1928. Libris 3396386
- March vid Dalarnas ungdomsmöte i Mora 1929 (dikt, noter). Ingår i Tioårsjubiléet, minnesskrift utg. av Dalarnas distrikt av S.G.U. (s 13), Våmhus, 1929. Libris 1336331
- Det minsta strå i mullen. Sång och piano: Friedemann Bach. Svensk text av Axel Hambraeus. Nordiska Musikförlaget, 1948. Libris 11311209
- Impromptu nr. III (ingår i Pianolyrik, redigerad av Fritjof Kjellberg. Nordiska Musikförlaget, 1949. Libris 10343777
- En gammal Orsa-visa. Melodi efter Gössa Anders, arrangemang och text av Axel Hambraeus. Orsa, 1969?. Libris 2306752
- Tolv små låtar i dalastil. Dalaförlaget, 1971. Libris 9640381
- Julvisa. Noteria, 1977. Libris 10118875
- Ringen, klockor! Noteria, 1992. Libris 1881730
- Tre gamla Orsalåtar (musikhandskrift). 19??. Libris 8771396
- Berceuse. 19??. Libris 13930765
- Elegie, op. 17. För violin och piano. Svensk Musik, 19??. Libris 9774020
- Sju små preludier. Noteria, 19??. Libris 1270623
- Pezzo tragico. För cello. 19??. Libris 12139701